# Werner Oertelt
Werner Oertelt (* 15. Februar 1929 in Greudnitz) ist ein ehemaliger deutscher SED- und FDGB-Funktionär. Er war Vorsitzender der IG Chemie bzw. IG Chemie, Glas und Keramik im FDGB und Vorsitzender des Bezirksvorstandes Halle des FDGB.

## Leben

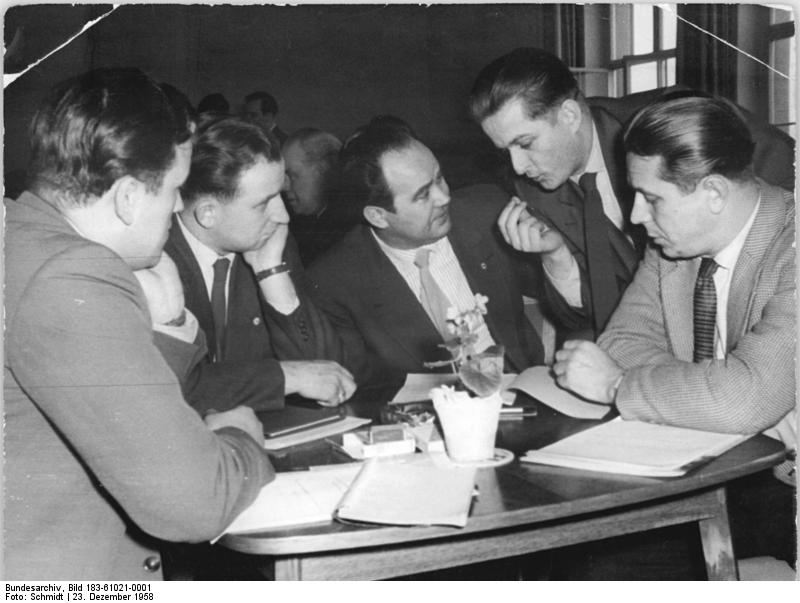
Oertelt (2. v. r.) auf der Ökonomischen Konferenz über die Aufgaben im Chemieprogramm (Dezember 1958)

Oertelt besuchte die Volks- und Berufsschule und absolvierte eine Lehre zum Maurer. Von 1945 bis 1949 war er Betriebsrat, später Mitglied einer Betriebsgewerkschaftsleitung. 1949 trat er der SED bei. Von 1949 bis 1951 war er Jugendsekretär bzw. Organisationsleiter des FDGB-Kreisvorstandes Torgau, dann 1951/52 Vorsitzender des geschäftsführenden Vorstandes der IG Chemie Torgau und 1952/53 Vorsitzender des geschäftsführenden Vorstandes der IG Chemie Bitterfeld. Von 1953 bis 1955 wirkte er als Organisations-Instrukteur des Zentralvorstandes der IG Chemie. Von 1956 bis 1958 war er Sekretär des Zentralvorstandes der IG Chemie in Halle (Saale), von 1958 bis 1961 stellvertretender Vorsitzender bzw. Vorsitzender des Bezirksvorstandes Halle der IG Chemie. Von 1960 bis 1962 gehört er auch der SED-Bezirksleitung Halle an. Zwischen 1961 und 1964 studierte Oertelt an der Parteihochschule beim ZK der KPdSU in Moskau mit Abschluss als Diplom-Gesellschaftswissenschaftler.
1965 wurde er stellvertretender Vorsitzender, und wirkte von 1967 bis Dezember 1980 als Vorsitzender des Zentralvorstandes der IG Chemie bzw. der IG Chemie, Glas- und Keramik. Von 1971 bis 1980 war Oertelt auch Vizepräsident der Internationalen Vereinigung der Gewerkschaften der chemischen, Erdöl- und artverwandten Industrie im Weltgewerkschaftsbund. Seit dem 7. FDGB-Kongress im Mai 1968 gehörte er als Mitglied dem FDGB-Bundesvorstand und von Juni 1972 (8. FDGB-Kongress) bis 1989 dem Präsidium des FDGB-Bundesvorstandes an. 
Von Dezember 1980 bis 1989 war Oertelt Vorsitzender des FDGB-Bezirksvorstandes Halle sowie Mitglied des Sekretariats der SED-Bezirksleitung Halle und Abgeordneter des Bezirkstages Halle.

## Auszeichnungen
- Vaterländischer Verdienstorden in Bronze (1972) und in Gold (1989)
- Ehrentitel Verdienter Chemiearbeiter der Deutschen Demokratischen Republik (1978)
- Ehrenmedaille „Für hervorragende und verdienstvolle Gewerkschaftsarbeit in der DDR“ (1985)[1]